# Тодор Чомпалов
Тодор Георгиев Чомпалов е български офицер, полковник и политик от БСП.

## Биография
Роден е на 3 декември 1943 г. в Златица. През 1966 г. завършва Висшето народно военно училище във Велико Търново. Военната му кариера започва като командир на танков взвод. Последователно е командир на танкова рота, началник-щаб, командир на танков батальон. Завършва Военната академия в София. Известно време е началник на оперативното отделение на танкова бригада. Завършва кариерага си като началник-щаб на съединение. Излиза в запаса през 1992 г. От 1995 до 1999 г. е кмет на Златица. Главен редактор е на вестник „Камбана“ – Пирдоп. Основател и председател на Екологично сдружение „Златишка котловина“, Пирдоп, 1999.